# Cananga
Cananga (DC.) Hook.f. & Thomson è un genere di piante della famiglia Annonaceae.

## Tassonomia
Il genere comprende due specie:
- Cananga brandisiana (Pierre) Saff.
- Cananga odorata (Lam.) Hook.f. & Thomson